# 8126-os mellékút (Magyarország)
A 8126-os számú mellékút egy közel 34 kilométer hosszú, négy számjegyű mellékút Fejér vármegye északi részén, nagyrészt a Vértesben; a 81-es főutat köti össze a 811-es főúttal. Fontos szerepe van a térség közlekedésében azáltal, hogy a megyeszékhely Székesfehérvárt elkerülő, rövidebb közlekedési kapcsolatot biztosít a vármegye északi részének két járási székhelye, Mór és Bicske között, valamint a legfontosabb megközelítési útvonala Csákvár városának. Végponti végén nem csatlakozik közúthoz.

## Nyomvonala
A Móri járáshoz tartozó Söréd külterületén ágazik ki északkelet felé az ott nagyjából délkelet-északnyugati irányban húzódó 81-es főútból, annak 18+300-as kilométerszelvénye előtt. A 81-es főút a csomópontnál kissé kiszélesedik: északi oldalán, Mór felől egy balra kanyarodó sáv fűződik le a Székesfehérvár felé egyenesen haladó sávból az út közepére – onnét lehet ráfordulni a 8126-os útra –, a csomópont déli részén viszont nem besorolósáv van, hanem egy középső elhelyezkedésű járdasziget, hogy a sörédi gyalogos forgalom biztonságosabban el tudja érni a főút túloldalán lévő buszmegállót.
Az út alig 100 méter után beér Söréd házai közé, ahol a Kossuth Lajos utca nevet viseli. 700 méter után már külterületen halad, és nem sokkal ezután keletebbi irányt vesz. 1,8 kilométer után éri el Csákberény határát, egy darabig a határvonalat kíséri, majd a második kilométere után teljesen belép e község területére. Több irányváltása következik ezen a szakaszon, 5,2 kilométer után lép be Csákberény lakott területére, miután elhaladt egy érdekes látványosság, egy, látszólag a föld mélyéből kitörő metrókocsi, Zsemlye Ildikó műalkotása mellett. A belterületen a Rákóczi utca nevet viseli, de 5,7 kilométer megtétele után ki is lép a községből.
8,9 kilométer után éri el a Székesfehérvári járás határát, itt Zámoly külterületére lép. A 11+250-es kilométerszelvénye táján éri el azt a körforgalmat, ahol a 8123-as úttal keresztezik egymást; utóbbi Székesfehérvártól vezet Gántra és onnan tovább Környére, és itt 16,8 kilométer megtétele után jár. Zámoly lakott területét egyébként nem érinti az út. Nem sokkal a 13. kilométerének elérése előtt újabb járáshatárt szel át az út nyomvonala: Csákvár területére érkezik, ami már a Bicskei járáshoz tartozik.
Itt több kilométeren át északkeletnek halad, 17,3 kilométer után így éri el Csákvár első házait. A neve itt Széchenyi utca, a városközpontig, amit nagyjából 18,5 kilométer után ér el. Itt egy rövid közös szakasza következik a 8119-es úttal, amely ezen a helyen majdnem pontosan a 26. kilométerénél jár, és a kilométer-számozása ellenkező irányban halad. A közös szakasz 400 méteren át tart, Kossuth utca néven, majd a két út szétválik egymástól; a Kossuth utca nevet a folytatásban a 8126-os viszi tovább, változatlanul északkelet felé (a városhatárig), míg a 8119-es délkeleti irányban folytatódik Lovasberény felé. A 8126-os 19,7 kilométer után lép ki a város belterületéről. Csákvár területén egyébként több, névtelen vagy csak helyi néven ismert vízfolyás is keresztezi az utat, ezek mindegyike a Császár-vizet táplálja.
A 23. kilométerénél lép át Vértesboglár területére, a falu szélét 24,2 kilométer után éri el. A központig, a 24+750-es kilométerszelvényéig Alkotmány utca a neve, majd ott egy közel derékszögű irányváltással délkeletnek kanyarodik és a Kossuth utca nevet veszi fel. A 25. kilométernél újabb derékszögű kanyarral visszatér az északkeleti irányhoz és hamarosan kilép a község házai közül, de előtte, még a falu határa előtt keresztezi a Boglári-vízfolyást. A külterületen egy szakaszon északi irányt vesz, de 26,4 kil után már ismét nagyjából északkeleti irányban haladva lép át a következő község, a viszonylag kis közigazgatási területű Bodmér területére.
Ez utóbbi település lakott területeinek épp csak súrolja a déli szélét, központjába a 81 111-es út ágazik ki belőle, 27,6 kilométer után, északnyugat felé. Közvetlenül a faluba vezető elágazás után az út elhalad a Bodméri-víz folyása felett, majd ismét északabbi irányt vesz, így éri el 28,3 kilométer után Felcsút határszélét. Egy kisebb szakaszon a határvonalat kíséri az út, de hamarosan teljesen felcsúti területre ér. Ott elhalad a magyar óceánrepülők emlékműve mellett, illetve keresztezi a Váli-víz egyik mellékágát. 31,1 kilométer után kiágazik belőle észak-északnyugat felé, Újbarok, Szár és Szárliget irányában a 8113-as út, ugyanitt eléri Óbarok déli határszélét, innen Felcsút és Óbarok határvonalát kíséri.
Majdnem pontosan 31,5 kilométer után éri el azt a körforgalmat, ahol a 811-es főúttal keresztezik egymást, Felcsút lakott területének északi peremén. Kilométer-számozása azonban itt még nem ér véget: innen még tovább halad egyenesen, nagyjából még mindig északkeleti irányban, majd a 32. kilométerénél keresztezi a Váli-víz folyását és ugyanott elhalad Óbarok, Felcsút és Bicske hármashatára mellett; innen már Felcsút és Bicske határvonalát követi. 32,5 kilométer után keresztezi a megszüntetett Bicske–Székesfehérvár-vasútvonal egykori nyomvonalát, bár a keresztezés helyét helyismeret nélkül meglehetősen nehéz felismerni. 33,5 kilométer után ér az út teljesen bicskei területre, és kilométer-számozása – úgy tűnik – nem sokkal ezután véget is ér. A kira.gov.hu térképe az útszámot ettől függetlenül még tovább is jelzi, Bicske belvárosáig, de az a szakasza feltehetőleg már önkormányzati útnak minősül.
Teljes hossza, az országos közutak térképes nyilvántartását szolgáló kira.gov.hu adatbázisa szerint 33,821 kilométer.

## Települések az út mentén
- Söréd
- Csákberény
- (Zámoly)
- Csákvár
- Vértesboglár
- Bodmér
- (Óbarok)
- Felcsút
- Bicske

## Története
1934-ben a kereskedelem- és közlekedésügyi miniszter 70 846/1934. számú rendelete a teljes mai hosszában harmadrendű főúttá nyilvánította, a mai Pilisjászfalu és Söréd közti 806-os főút részeként.